# Nicolas Isimat-Mirin
Nicolas Johnny Isimat-Mirin (Meudon, 15 novembre 1991) è un calciatore francese, di origini guadalupensi, difensore dell'Athens Kallithea.

## Carriera

### Club

#### Gli inizi e Valenciennes
Cresciuto nell'Accademia nazionale di Clairefontaine, dal 2007 entra a far parte del settore giovanile del Rennes fino a che nel 2009 si trasferisce in quello del Valenciennes.
Il 21 settembre 2010 esordisce con la maglia de Les Athéniens subentrando al 58' a Nicolas Pallois nella sfida di Coupe de la Ligue Nîmes Olympique-Valenciennes 4-5 (d.c.r); il debutto dal primo minuto e in Ligue 1 avviene invece cinque giorni dopo nella gara Stade Brest-Valenciennes 1-0. Conclude la sua prima stagione da giocatore professionista con 10 presenze in Ligue 1, 2 in Coupe de la Ligue ed una in Coupe de France.
La stagione seguente diventa titolare riuscendo a collezionare ben 34 presenze in Campionato con 1 gol (il 20 novembre 2011 contro l'AJ Auxerre) e altre 2 presenze in Coupe de France condite anche queste da una rete (il 6 gennaio 2012 contro il Le Mans).
Anche l'anno successivo lo vede protagonista con la squadra di Valenciennes infatti gioca altre 31 partite (29 gare di Campionato, 1 di Coupe de France ed un'altra di Coupe de la Ligue).

#### Monaco
Il 1º luglio 2013 viene acquistato dal Monaco per la cifra di 4 milioni di euro più 2 di bonus; debutta con la squadra il 30 ottobre 2013 nel match di Coupe de la Ligue contro il Stade de Reims perso per 1 a 0.
L'esordio in campionato con la maglia dei monegaschi avviene invece il 30 novembre 2013 nella partita Monaco-Rennes 2-0, subentrando al 61 minuto ad Éric Abidal.
Conclude la sua prima stagione con il Monaco con 6 presenze in Ligue 1, 4 di Coupe de France ed una di Coupe de la Ligue.

### Nazionale
Il 5 settembre 2011 Nicolas, dopo aver giocato per 5 volte nell'Under-20 francese, ha esordito in Under-21 giocando dal primo minuto la partita amichevole Portogallo-Francia 1-0; inoltre ha giocato in altre due occasioni con questa selezione (la prima contro la Romania e la seconda contro l'Italia).

## Statistiche

### Presenze e reti nei club
Statistiche aggiornate al 16 agosto 2014.
| Stagione                    | Squadra                     | Campionato                  | Campionato | Campionato | Coppe nazionali | Coppe nazionali | Coppe nazionali | Coppe continentali | Coppe continentali | Coppe continentali | Altre coppe | Altre coppe | Altre coppe | Totale | Totale |
| Stagione                    | Squadra                     | Comp                        | Pres       | Reti       | Comp            | Pres            | Reti            | Comp               | Pres               | Reti               | Comp        | Pres        | Reti        | Pres   | Reti   |
| --------------------------- | --------------------------- | --------------------------- | ---------- | ---------- | --------------- | --------------- | --------------- | ------------------ | ------------------ | ------------------ | ----------- | ----------- | ----------- | ------ | ------ |
| 2010-2011                   | Valenciennes                | L1                          | 10         | 0          | CF+CdL          | 1+2             | 0+0             | -                  | -                  | -                  | -           | -           | -           | 13     | 0      |
| 2011-2012                   | Valenciennes                | L1                          | 34         | 1          | CF+CdL          | 2+0             | 1+0             | -                  | -                  | -                  | -           | -           | -           | 36     | 2      |
| 2012-2013                   | Valenciennes                | L1                          | 29         | 0          | CF+CdL          | 1+1             | 0+0             | -                  | -                  | -                  | -           | -           | -           | 31     | 0      |
| Totale Valenciennes         | Totale Valenciennes         | Totale Valenciennes         | 73         | 1          |                 | 7               | 1               |                    |                    |                    |             |             |             | 80     | 2      |
| 2013-2014                   | Monaco                      | L1                          | 6          | 0          | CF+CdL          | 4+1             | 0+0             | -                  | -                  | -                  | -           | -           | -           | 11     | 0      |
| 2014-2015                   | PSV                         | E                           | 15         | 1          | CO              | 2               | 0               | UEL                | 6                  | 0                  | SO          | 1           | 0           | 24     | 1      |
| 2015-2016                   | PSV                         | E                           | 17         | 0          | CO              | 3               | 0               | UCL                | 5                  | 0                  | SO          | 1           | 0           | 26     | 0      |
| 2016-2017                   | PSV                         | E                           | 28         | 2          | CO              | 2               | 0               | UCL                | 6                  | 0                  | -           | -           | -           | 36     | 2      |
| 2017-2018                   | PSV                         | E                           | 32         | 1          | CO              | 3               | 1               | UEL                | 2                  | 0                  | -           | -           | -           | 37     | 2      |
| 2018-gen.2019               | PSV                         | E                           | 1          | 0          | CO              | 2               | 1               | UCL                | 3                  | 0                  | -           | -           | -           | 6      | 1      |
| Totale PSV                  | Totale PSV                  | Totale PSV                  | 93         | 2          |                 | 12              | 2               |                    | 22                 | 0                  |             | 2           | 0           | 129    | 4      |
| gen.-giu. 2019              | Beşiktaş                    | SL                          | 14         | 0          | TK              | 0               | 0               | -                  | -                  | -                  | -           | -           | -           | 14     | 0      |
| 2019-2020                   | Tolosa                      | L1                          | 14         | 1          | CF+CdL          | 0+2             | 0+0             | -                  | -                  | -                  | -           | -           | -           | 16     | 1      |
| 2021                        | Sporting K.C.               | MLS                         | 13+2       | 0+1        | USOC            | 0               | 0               | -                  | -                  | -                  | -           | -           | -           | 15     | 1      |
| 2022                        | Sporting K.C.               | MLS                         | 9          | 0          | USOC            | 0               | 0               | -                  | -                  | -                  | -           | -           | -           | 9      | 0      |
| Totale Sporting Kansas City | Totale Sporting Kansas City | Totale Sporting Kansas City | 24         | 1          |                 | 0               | 0               |                    | -                  | -                  |             | -           | -           | 24     | 1      |
| Totale carriera             | Totale carriera             | Totale carriera             | 224        | 5          |                 | 26              | 3               |                    | 22                 | 0                  |             | 2           | 0           | 274    | 8      |

### Cronologia presenze e reti in nazionale
| Cronologia completa delle presenze e delle reti in nazionale ― Francia under 21 | Cronologia completa delle presenze e delle reti in nazionale ― Francia under 21 | Cronologia completa delle presenze e delle reti in nazionale ― Francia under 21 | Cronologia completa delle presenze e delle reti in nazionale ― Francia under 21 | Cronologia completa delle presenze e delle reti in nazionale ― Francia under 21 | Cronologia completa delle presenze e delle reti in nazionale ― Francia under 21 | Cronologia completa delle presenze e delle reti in nazionale ― Francia under 21 | Cronologia completa delle presenze e delle reti in nazionale ― Francia under 21 |
| Data                                                                            | Città                                                                           | In casa                                                                         | Risultato                                                                       | Ospiti                                                                          | Competizione                                                                    | Reti                                                                            | Note                                                                            |
| ------------------------------------------------------------------------------- | ------------------------------------------------------------------------------- | ------------------------------------------------------------------------------- | ------------------------------------------------------------------------------- | ------------------------------------------------------------------------------- | ------------------------------------------------------------------------------- | ------------------------------------------------------------------------------- | ------------------------------------------------------------------------------- |
| 5-9-2011                                                                        | Lisbona                                                                         | Portogallo under 21                                                             | 1 – 0                                                                           | Francia under 21                                                                | Amichevole                                                                      | -                                                                               | 45’                                                                             |
| 10-11-2011                                                                      | Nantes                                                                          | Francia under 21                                                                | 3 – 0                                                                           | Romania under 21                                                                | Qual. Europeo Under-21 2013                                                     | -                                                                               |                                                                                 |
| 28-2-2012                                                                       | Cannes                                                                          | Francia under 21                                                                | 1 – 1                                                                           | Italia under 21                                                                 | Amichevole                                                                      | -                                                                               | 45’                                                                             |
| Totale                                                                          |                                                                                 | Presenze                                                                        | 3                                                                               |                                                                                 | Reti                                                                            | 0                                                                               |                                                                                 |

## Palmarès

### Club

#### Competizioni nazionali
- Campionato olandese: 3

PSV: 2014-2015, 2015-2016, 2017-2018
- Supercoppa dei Paesi Bassi: 1

PSV: 2016